# Georges Tapie
Georges Maurice Marie Tapie (ur. 19 lutego 1910 w Annabie, zm. 2 stycznia 1964 w Avranches) – francuski wioślarz, brązowy medalista olimpijski.
Wystartował na igrzyskach olimpijskich w Berlinie w 1936 roku, gdzie reprezentanci Francji w składzie: Georges Tapie, Marceau Fourcade i Noël Vandernotte (sternik) zdobyli brązowy medal w dwójkach ze sternikiem. W wyścigu finałowym o 17,1 sekundy przegrali z reprezentantami III Rzeszy, a o 4,3 sekundy z osadą Królestwa Włoch. Był to jego jedyny start olimpijski.